# هاوکر هوریکین پی‌زد۸۶۵
هاوکر هوریکین پی‌زد۸۶۵ (به انگلیسی: Hawker Hurricane PZ865) یک هواپیمای ساختِ کارخانهٔ هاوکر ایرکرفت در کشور بریتانیا است. این هواپیما برای نخستین بار در ۲۲ ژوئیه ۱۹۴۴ میلادی مورد استفاده قرار گرفت.